# フィル・ソ・ファ
『フィル・ソ・ファ』は、1997年4月8日から1998年3月31日まで東海テレビで放送されたバラエティ番組。放送時間は毎週火曜 24:55 - 25:25 (JST) 。

## 概要
海砂利水魚（現・くりぃむしちゅー）の上田晋也と有田哲平がメインを務めた深夜番組の1つで、この番組以前に東海テレビで放送されていた『ゴッターニ!』がその前身となっている。番組タイトルは、英語表記 "Feel So Fine" を略したものである。
放送開始当初は「さりげなくかつ大胆に」をモットーに、「笑いながら情報通」になれることをテーマに様々な企画を展開していた。ショートコントコーナーやトークコーナーのほか、出演者たちの罪を暴露する「暴露裁判」や「麻雀談義」などのヒット企画があった。回を重ねるにしたがって海砂利水魚の持ち味を活かした企画が多くなり、上田たち自身もこの番組のことを「自分たちのカラーが出せるお気に入りの番組」と語っていた。

## 出演者

### レギュラー
- 上田晋也（海砂利水魚）
- 有田哲平（海砂利水魚）

### 主なゲスト出演者
- アンジャッシュ（児嶋一哉・渡部建）
- アンタッチャブル（山崎弘也・柴田英嗣）
- 底ぬけAIR-LINE（古坂和仁・小島忍・村島亮）
- バナナマン（設楽統・日村勇紀）